# آنیتا بلز
آنیتا بلز (فرانسوی: Anita Blaze‎؛ زادهٔ ۲۹ اکتبر ۱۹۹۱) شمشیرباز اهل فرانسه است.